# Alastair Bruce
Alastair Andrew Bernard Reibey Bruce de Crionaich (25 de junio de 1960) es un general de división del ejército británico (Reserva regular).

## Biografía
De ascendencia noble escocesa, primo de los condes de Elgin y Kincardine, así de los condes de Portsmouth, como señor feudal se le permite agregar de Crionaich a su apellido.
Bruce asistió a la Milton Abbey School, antes de pasar la Royal Military Academy de Sandhurst. Se comisionado en 1979 como teniente en la Scots Guards y vio servicio activo en las Malvinas et en Irak.
Ascendido a general de brigada y luego de división, Bruce sirvió como gobernador del castillo de Edimburgo de 2019 a 2024. Fue nombrado CB en 2025, OBE en 2010, luego KStJ en 2008.
También miembro de la Casa Real, en Inglaterra es Fitzalan Pursuivant y en Escocia es brigadier de la Royal Company of Archers.

## Enlaces externos

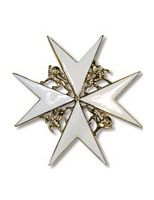
Placa de Caballero de San Juan (KStJ)